# Sophie de Poméranie
Titre
Reine consort de Danemark et de Norvège
20 janvier 1523 – 10 avril 1533
(10 ans, 2 mois et 21 jours)
La princesse Sophie de Poméranie (en allemand : Sophia von Pommern), née à Stettin (duché de Poméranie) en 1498 et morte le 13 mai 1568 à Schleswig (duché de Schleswig), est devenue reine consort de Norvège et de Danemark en tant que seconde épouse de Frédéric Ier de Danemark.

## Famille
Elle fait partie de la maison de Poméranie, elle est la fille du duc Bogusław X de Poméranie et d'Anne Jagellon (fille de Casimir IV Jagellon).

## Mariage et descendance
Le 9 octobre 1518 à Kiel, elle épouse Frédéric Ier de Danemark. Ils ont six enfants :
- Jean de Schleswig-Holstein-Hadersleben (1521-1580), duc de Schleswig-Holstein-Hadersleben ;
- Élisabeth (1524-1586), qui épouse en 1543 Magnus III de Mecklembourg-Schwerin, puis en 1556 Ulrich de Mecklembourg-Güstrow ;
- Adolphe (1526-1586), duc de Schleswig-Holstein-Gottorp ;
- Dorothée, qui épouse en 1573 Christophe de Mecklembourg-Gadebush († 1592) ;
- Frédéric, évêque de Hildesheim et de Schleswig ;
- Anne († 1535).